# Saint-Julien-Puy-Lavèze

Saint-Julien-Puy-Lavèze este o comună în departamentul Puy-de-Dôme, Franța. În 1 ianuarie 2022 avea o populație de 363 de locuitori.